# 超级大金刚
《超级大金刚》（又译作，官方译为，旧译），是一款由Rare制作、任天堂发行在超级任天堂的平台类游戏。 本游戏于1994年11月21日在北美地区发行，11月26日在日本发行。
本游戏是一个横向卷轴的平台游戏，共有40个关卡（Game Boy Color有41个）可供玩家游戏。每个关卡有着不同的主题，诸如游泳、驾驶迷你车、发射高射炮以及在树藤中穿越等。本游戏是由出品人蒂姆·斯坦珀與克里斯·斯坦珀（斯坦珀兄弟）出品，首次以初代大金剛「庫朗奇剛」（Cranky Kong）的孫子大金刚三世为主角的作品，其蜘蛛猴屬夥伴角色狄狄剛（大金刚三世的侄子）和鱷魚類反派角色庫魯魯王於此遊戲首次登場。雖然不是由大金剛系列创造者宫本茂出品，但仍然参与了游戏制作。该游戏以逾900万的销量成为第二畅销的超级任天堂游戏，仅次于《超級瑪利歐世界》。